# Jüdischer Friedhof (Hochspeyer)

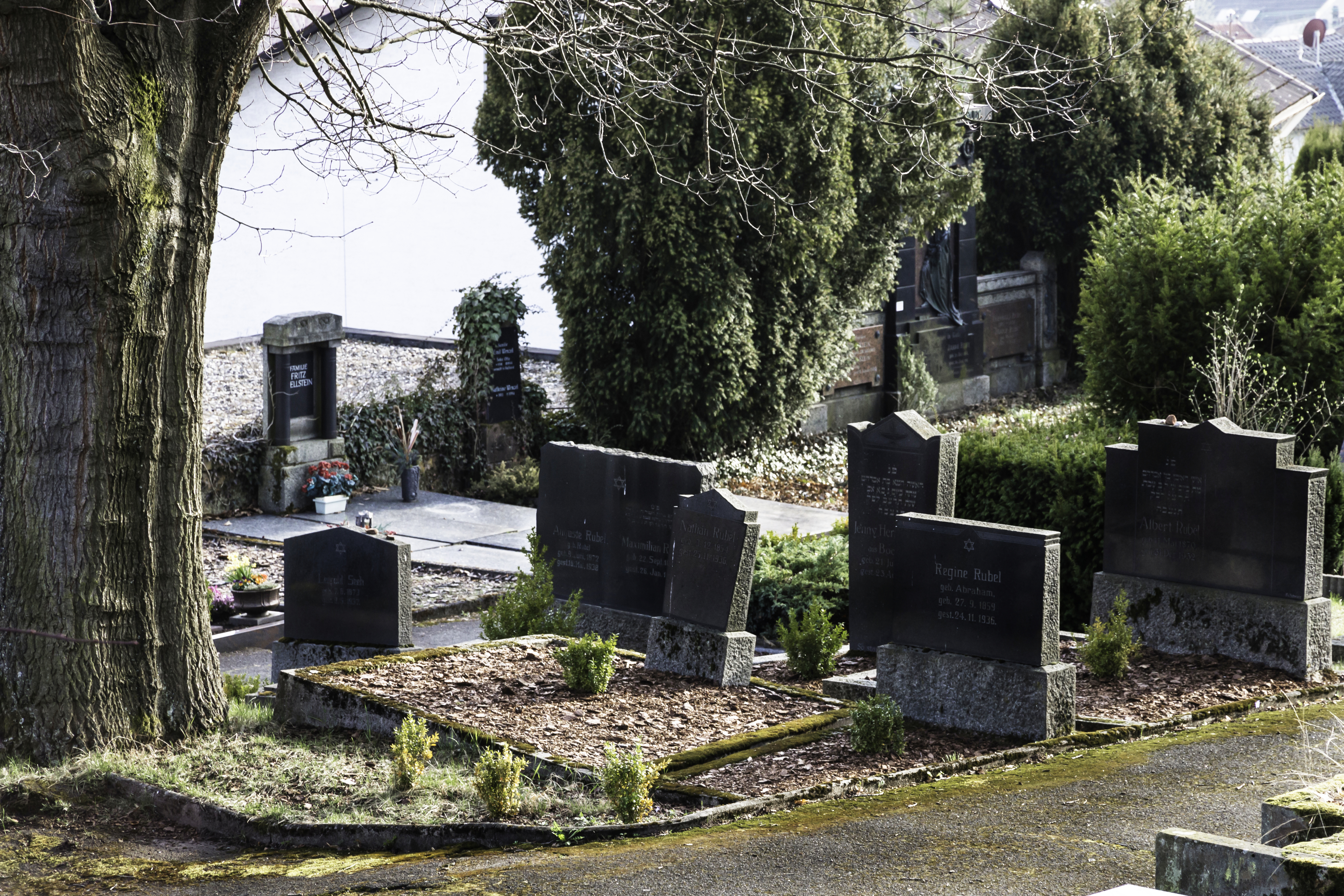
Der jüdische Friedhof innerhalb des christlichen Friedhofs an der Friedhofstraße (2017)

Der jüdische Friedhof Hochspeyer ist ein Friedhof in der Ortsgemeinde Hochspeyer im Landkreis Kaiserslautern in Rheinland-Pfalz. Er steht als Kulturdenkmal unter Denkmalschutz.
Der jüdische Friedhof liegt nördlich der B 48 innerhalb des christlichen Friedhofs an der Friedhofstraße.
Auf dem 69 Quadratmeter großen Friedhof, der im Jahr 1927 eröffnet wurde, befinden sich sieben Grabsteine aus Granit aus den Jahren 1927 bis 1938. Auf dem Friedhof befindet sich auch die Grabstätte von Leopold Seeh (1873–1937), Kaufmann und Heimatforscher in Hochspeyer.